# Bia Bayon
Bia Bayon là một loại bia của Campuchia. Nó được ủ tại Nhà máy bia Cambrew ở Sihanoukville. Bia này có chứa mạch nha từ gạo.
Cambrew nói về loại bia này như sau, "loại bia kỳ lạ này được ủ ở Sihanoukville, Campuchia, sử dụng các quy trình truyền thống tốt nhất. Bia Bayon thể hiện chất lượng hoàn chỉnh của một loại bia Châu Á với nồng độ cồn từ 5,0% đến 5,2%. Bia Bayon về cơ bản được phục vụ cho dân châu Á uống với hương thơm nhẹ nhàng và êm dịu để tạo cảm giác dễ chịu sau khi thưởng thức."